# Суперкубок Північної Ірландії з футболу 2000
Суперкубок Північної Ірландії з футболу 2000  — 6-й розіграш турніру. Матч відбувся 5 серпня 2000 року між чемпіоном Північної Ірландії Лінфілд та володарем кубку Північної Ірландії клубом Гленторан.
| Володар Суперкубка Північної Ірландії 2000 |
| ------------------------------------------ |
|                                            |
| Лінфілд Третій титул                       |

## Матч

### Деталі
| 5 серпня 2000 |

| Лінфілд | 2:0 | Гленторан |
| ------- | --- | --------- |
|         |     |           |

| Віндзор Парк, Белфаст Глядачів: 10 500 |